# Perityle aurea
Perityle aurea là một loài thực vật có hoa trong họ Cúc. Loài này được Rose mô tả khoa học đầu tiên năm 1890.